# Sandalj
Sandalj (en serbe cyrillique : Сандаљ) est un village de Serbie situé sur le territoire de la Ville de Valjevo, district de Kolubara. Au recensement de 2011, il comptait 125 habitants.

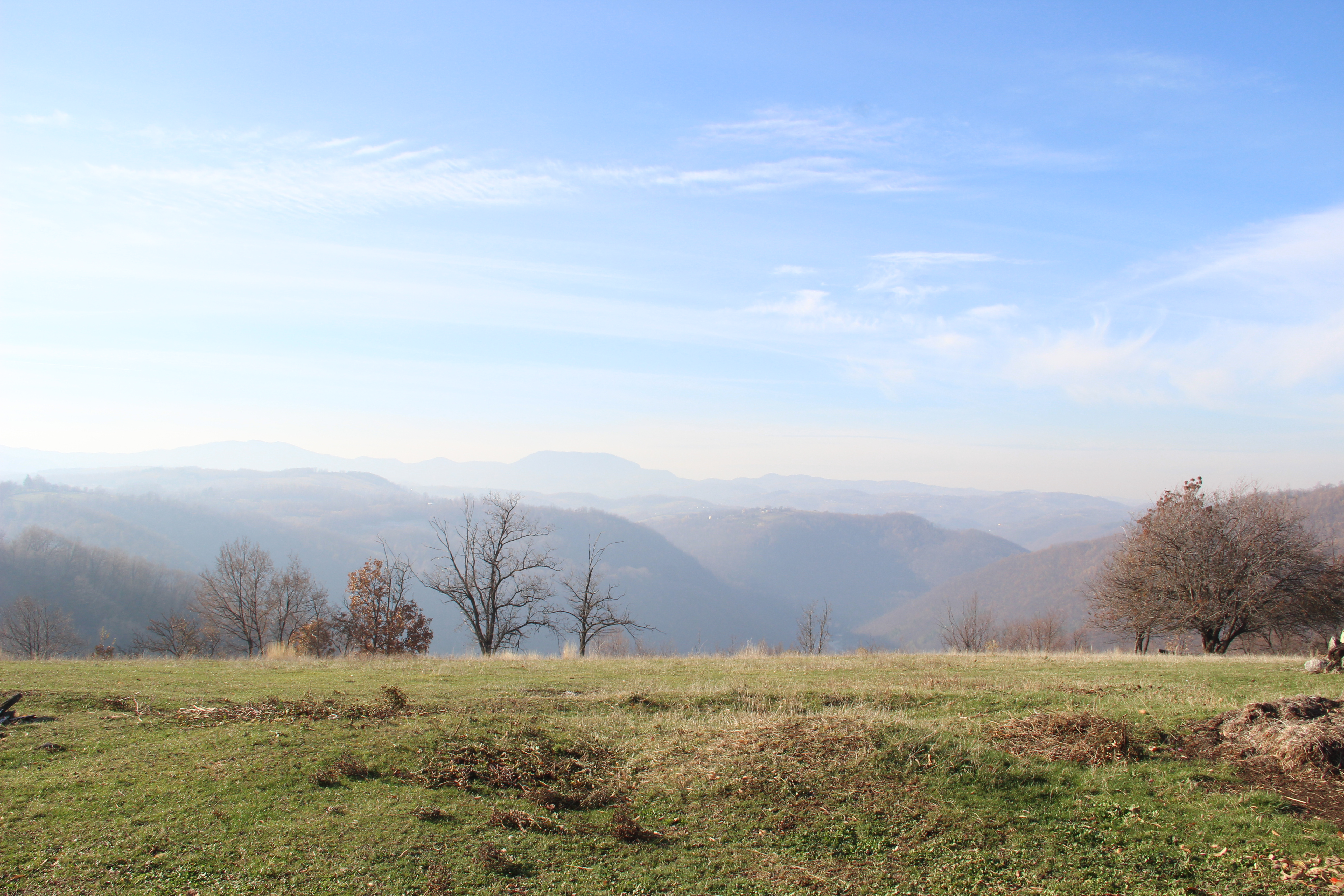
Sandalj - panorama
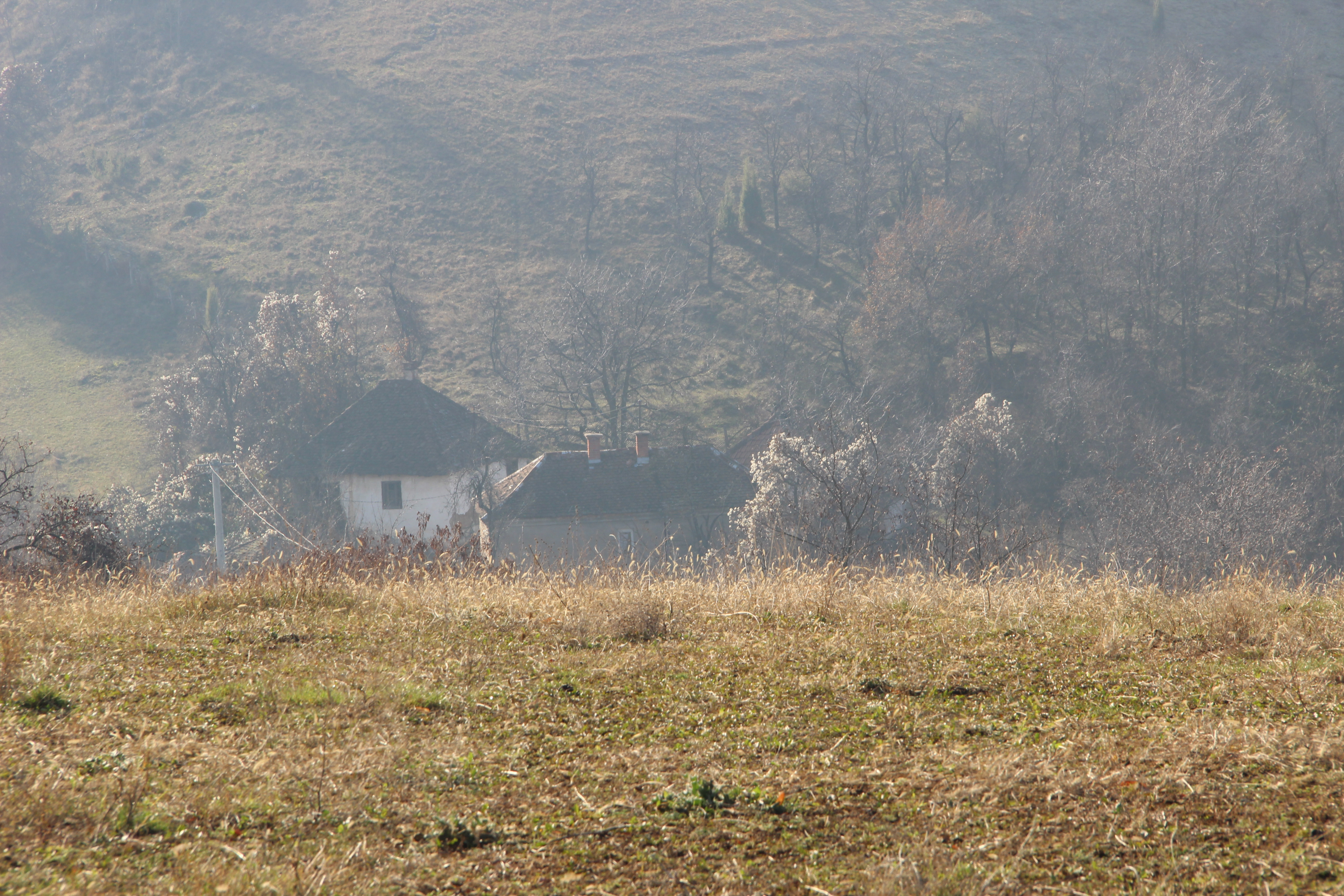
Sandalj - panorama
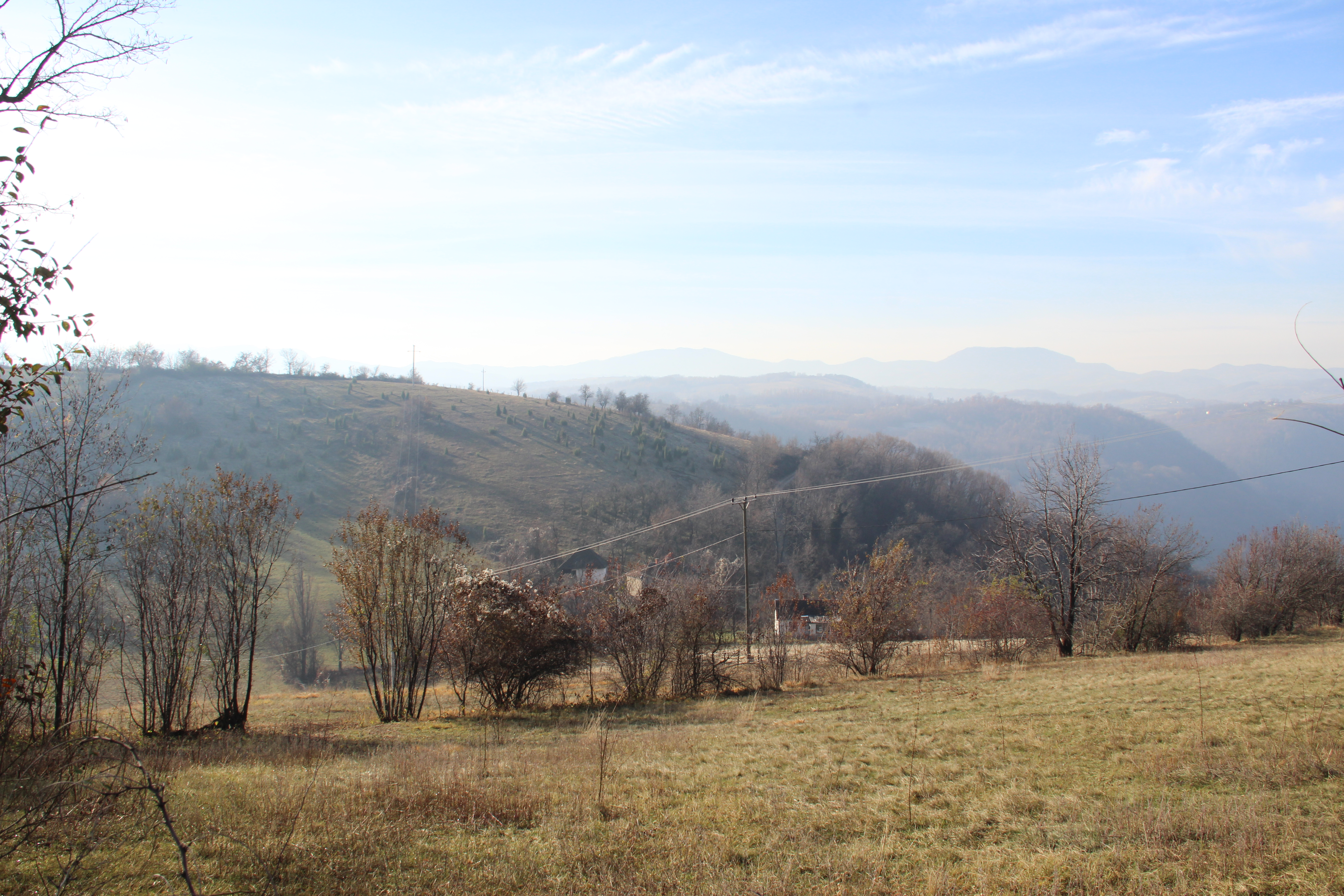
Sandalj - panorama
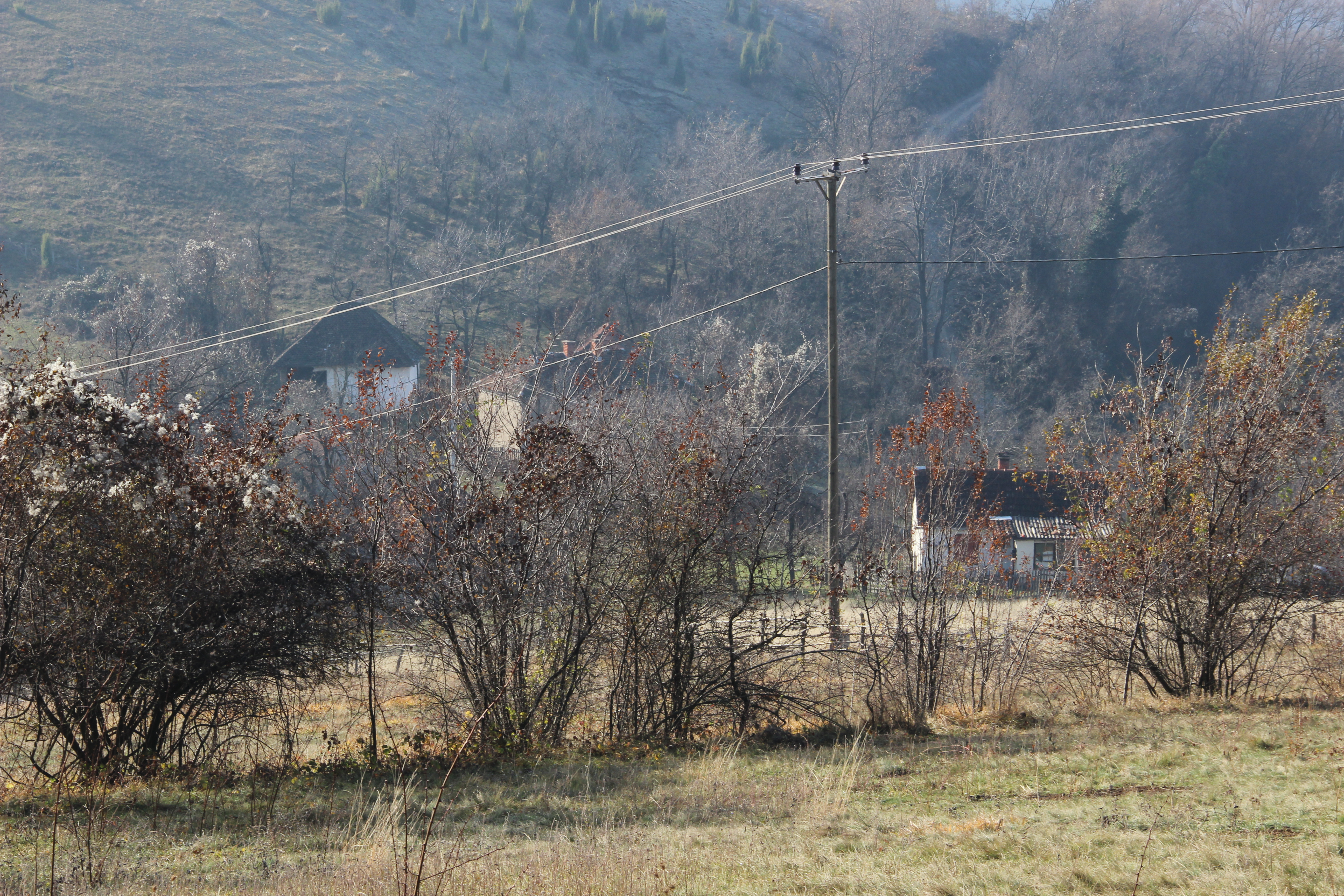
Sandalj - panorama
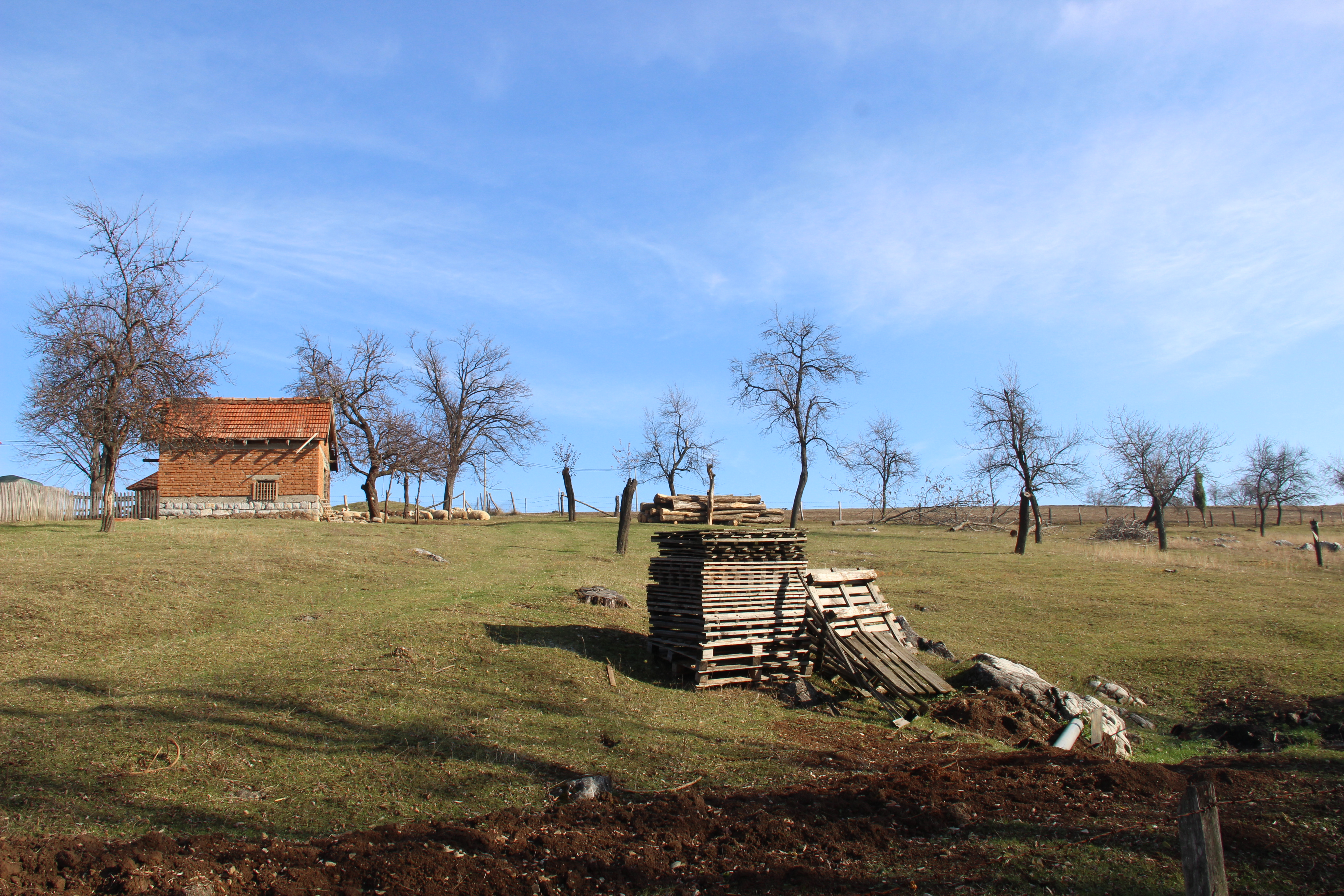
Sandalj - panorama
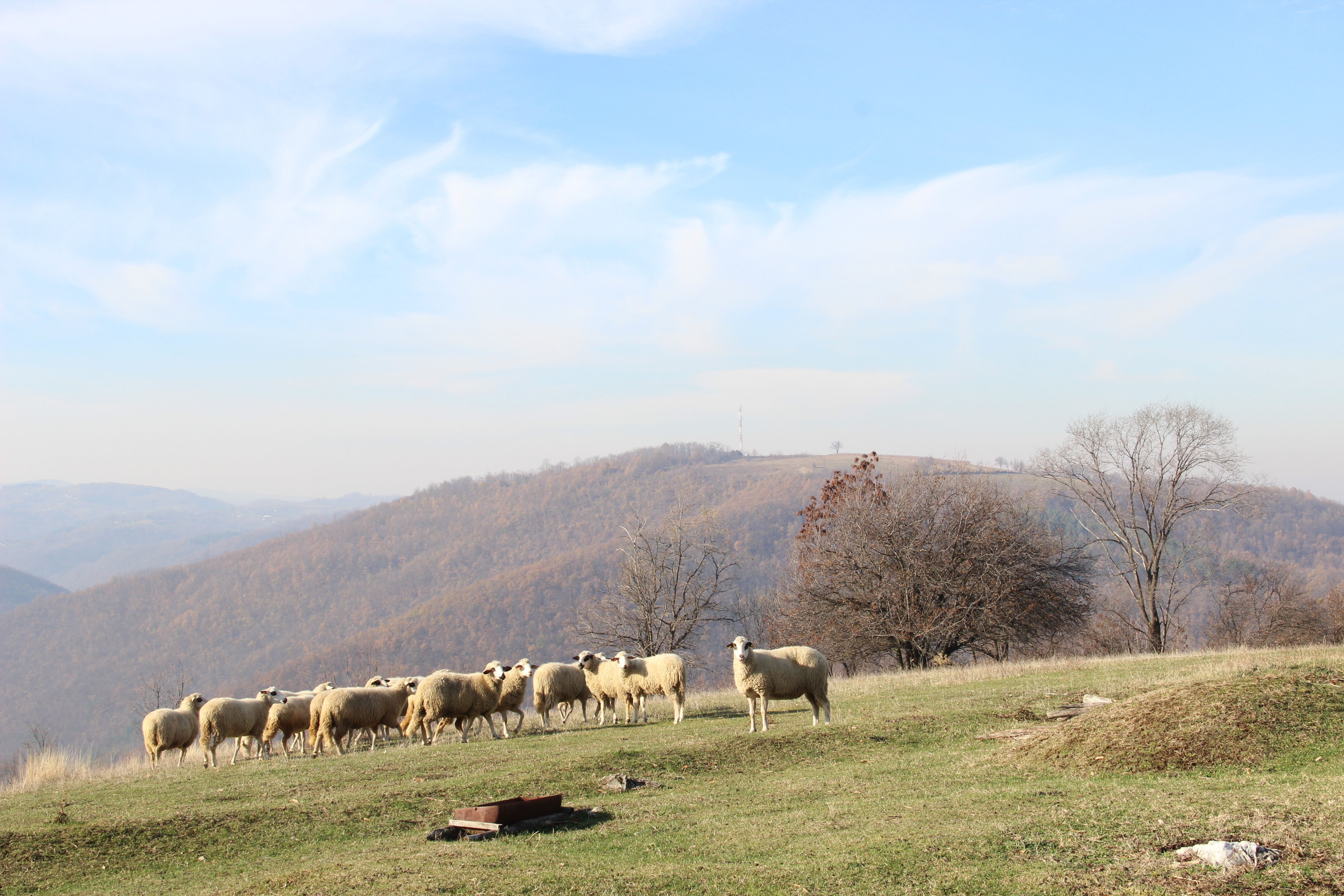
Sandalj - panorama
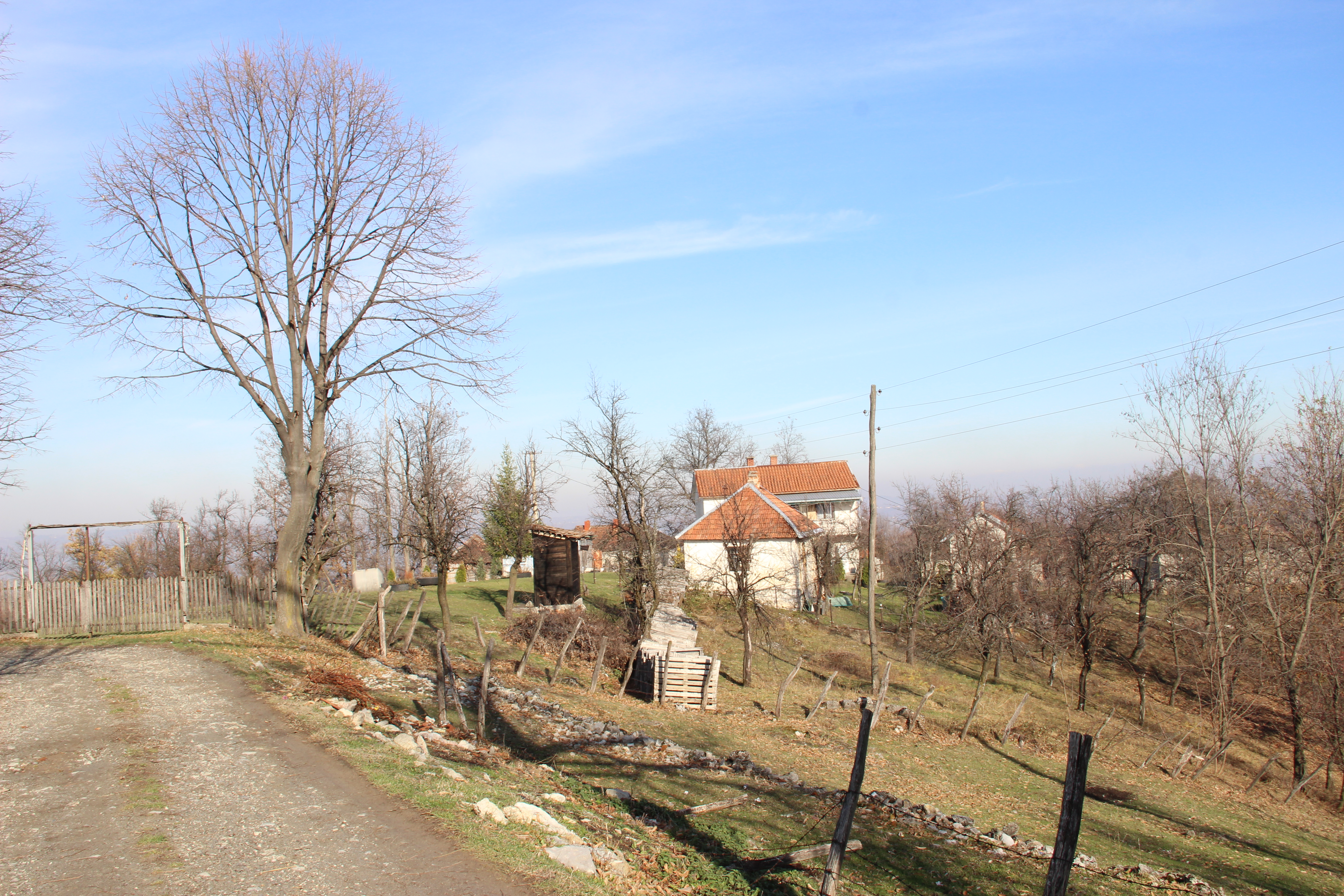
Sandalj - panorama

## Démographie
| 1948 | 1953 | 1961 | 1971 | 1981 | 1991 | 2002 | 2011 |
| ---- | ---- | ---- | ---- | ---- | ---- | ---- | ---- |
| 266  | 267  | 266  | 271  | 244  | 190  | 155  | 125  |

|  |